# Alcanadre
Alcanadre – gmina w Hiszpanii, w prowincji La Rioja, w La Rioja, o powierzchni 31,08 km². W 2011 roku gmina liczyła 748 mieszkańców.
W miejscowości jest stacja kolejowa Alcanadre.